# ブリュッセル首都圏交通T2000形電車
T2000形は、ベルギーの首都であるブリュッセルで路面電車（ブリュッセル市電）を運営するブリュッセル首都圏交通の電車。ブリュッセル初の超低床電車である。

## 概要
1980年代のブリュッセルの路面電車は高規格の地下鉄への置き換えが念頭に置かれていた事で近代化が遅れ、路線の廃止や施設の老朽化、メンテナンス不足が目立っていた。車両についても1978年まで製造されたT7900形を最後に新型車両の導入が途絶えていた。この事態を解決するため、1989年以降ブリュッセル首都圏交通は路面電車を中心とした公共交通機関の再編計画を掲げ、路線延長や施設更新などの近代化を図った。その一環として、段差なく乗降が可能な超低床電車を導入する事が決定し、1990年以降欧州メーカーによる入札が行われた結果、ACECとGECアルストムによって提案された100％超低床電車が受注を獲得し、電気機器についてはBNを1988年に買収したボンバルディアも製造を手掛ける事となった。これがT2000形である。
編成は両運転台式の3車体連接車で、全長が短い中間車体の屋根上にシングルアーム式パンタグラフが設置されている。車体の台枠には衝撃吸収バンパーが組み込まれ、最大6 km/h（3.75 mph）分の衝撃を吸収する事が出来る。連結器は設置されていないが、将来的に自動連結器の取り付けが可能な設計となっている。
台車は車軸が存在しない独立車輪方式を採用しており、GECアルストム製の電動機は1つの車輪の外側に1基ずつ設置され遊星歯車を用いて動力を伝達するハブモーター方式が導入されている。中間車体の台車は全ての車輪に電動機が設置されている一方、前後車体に設置されている台車は車端側の車輪（640 mm）にのみ電動機が搭載され、中央側の付随車輪（375 mm）とは直径が異なる。この構造はT2000形の受注獲得以前からBNとACECの共同で開発が進められ、1989年以降は試作車（LRV-2000）を用いて試験が実施されていたもので、これにより車内全体の床上高さが350 mmと言う100％低床構造が実現した一方、運行開始後は線形条件による騒音や振動が課題となっている。

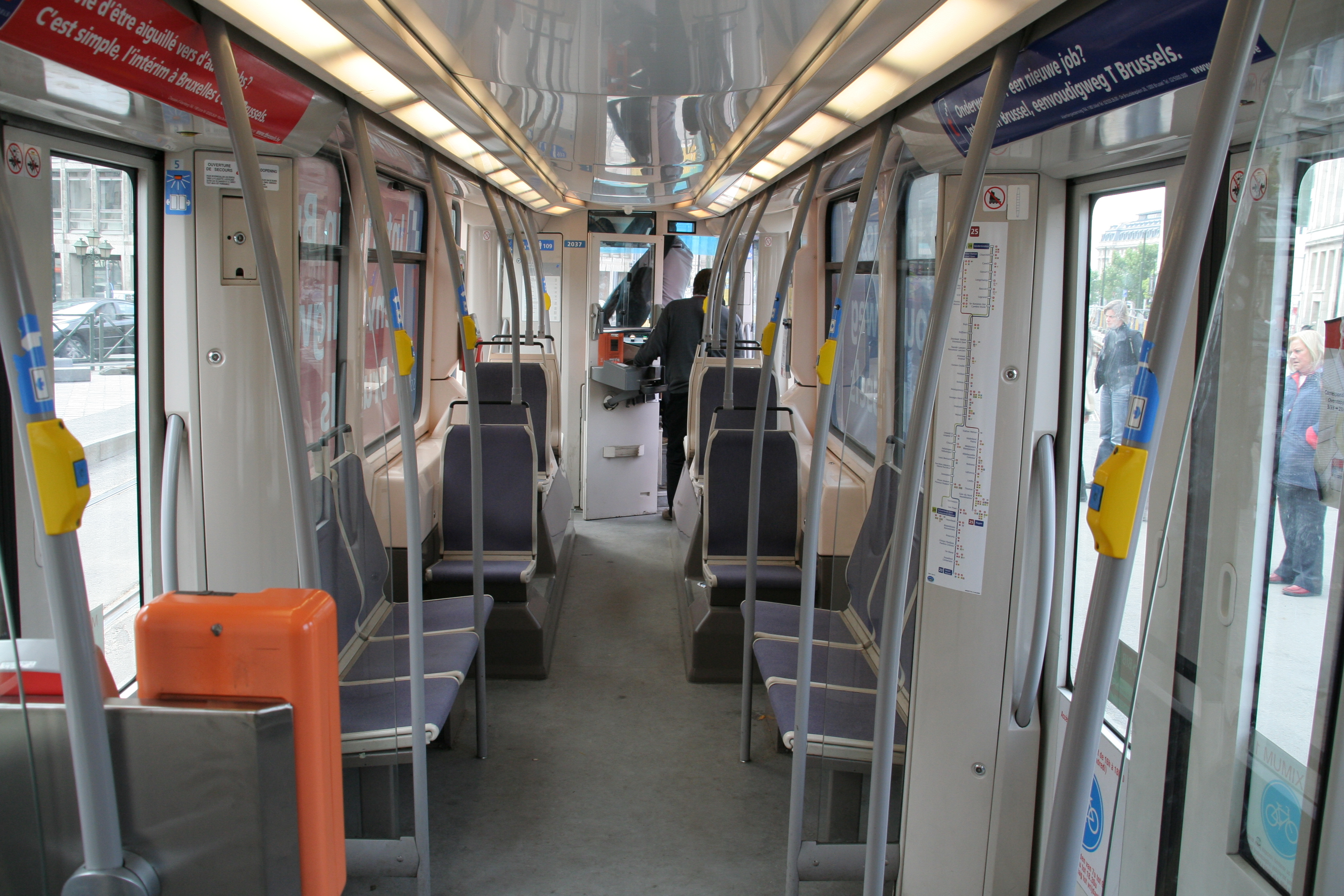
車内
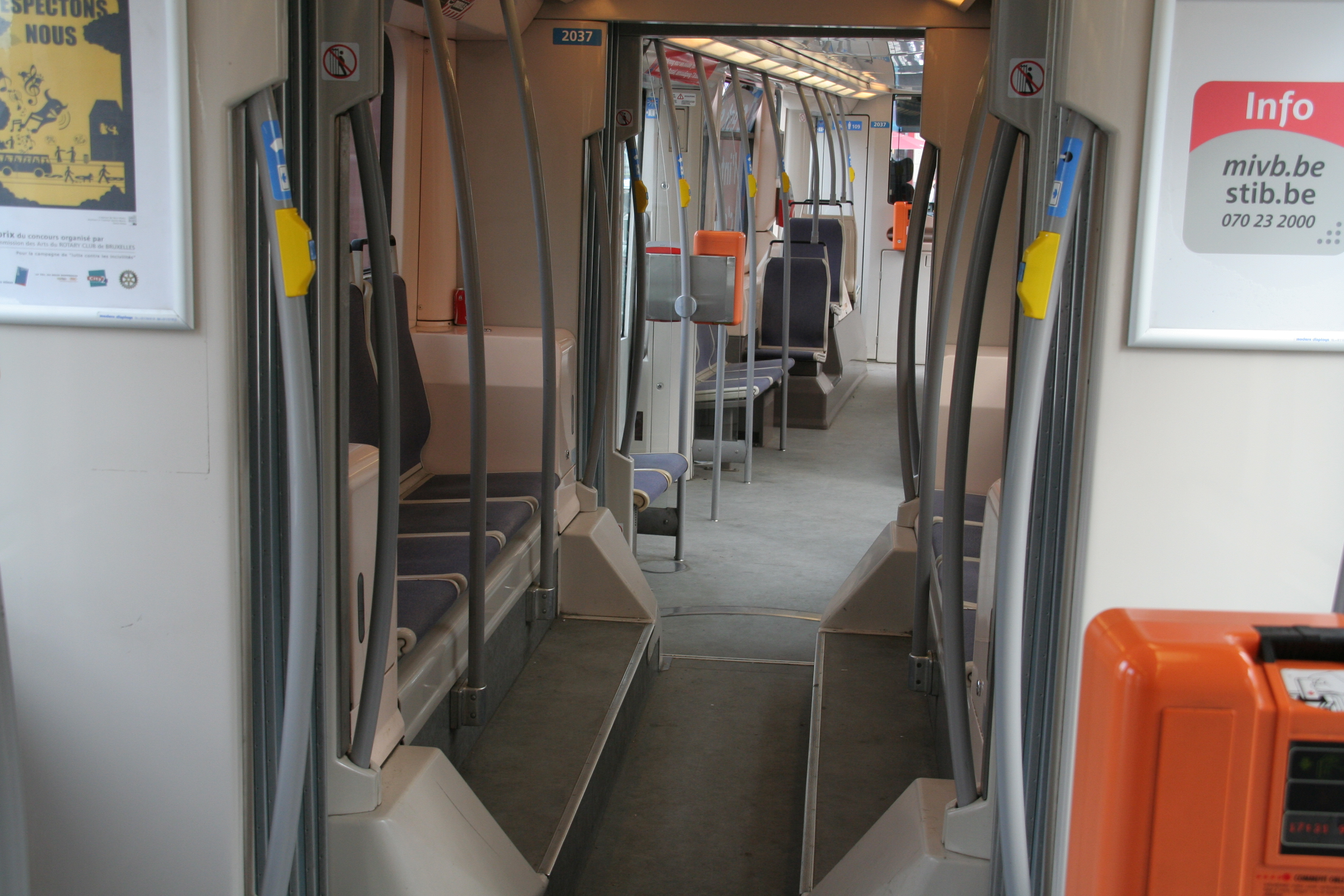
車内（中間車体）

## 運行
試作車である2001は1993年10月2日にブリュッセルに到着し、長期に渡って試運転が実施された後、ブリュッセルに路面電車の開通から100周年を迎えた1994年4月29日から営業運転を開始した。以降は1995年までに試作車を含めて51両（2001 - 2051）が導入されている。
後に導入された超低床電車のT3000形やT4000形と共に、平日ラッシュ時（午前8 - 9時、午後4時 - 6時30分）を除き車内に自転車を持ち込む事が出来る。